# Effet Weinstein
Pour les articles homonymes, voir Weinstein.
L'expression effet Weinstein est liée au mouvement #MeToo et désigne les conséquences de l'affaire Harvey Weinstein sur la prise de parole des femmes, en ce qui a trait aux agressions sexuelles dont elles sont victimes. Le prestige social ou la position sociale apparaissent comme des facteurs de protection des agresseurs sexuels.
Le mouvement a débuté aux États-Unis en octobre 2017, à la suite du rapport de nombreuses accusations de harcèlement sexuel, d'agression sexuelle ou de viol visant le célèbre producteur de cinéma américain.
Plusieurs dizaines d'actrices ont alors pris la parole pour dénoncer ses agressions. Dans ce contexte, les victimes — principalement des femmes, mais pas uniquement — sortent du silence et accusent des hommes puissants ou célèbres.

## Histoire

### Affaire Weinstein
En octobre 2017, The New York Times et The New Yorker publient des enquêtes accusant Harvey Weinstein de s'être, à de multiples reprises et depuis des années, livré à des abus envers des actrices travaillant avec lui. Les agissements qui lui sont imputés vont du harcèlement au viol.
Le 30 octobre 2017, Asia Argento, qui avait témoigné dans l'article du New Yorker, publie sur Twitter, une liste de 93 femmes victimes des agressions sexuelles de Weinstein, dont 14 l'accusent de viol.
Décrit comme un « point de basculement » ou « moment décisif », l'affaire Weinstein provoque une forte mobilisation des femmes victimes de harcèlement sexuel et viols suivi d'une augmentation notable des accusations de harcèlement sexuel, d'agression sexuelle, et de viol. Ce mouvement social rejoint la plupart des pays ensuite, notamment le Royaume-Uni, Israël, la France, l'Italie, l'Inde ou encore le Pérou.

### Mobilisation des réseaux sociaux et médias
Sur les réseaux sociaux, le hashtag #MeToo, mais aussi #Minämyös, #IchAuch, #YoTambién, a créé un mouvement de solidarité internationale entre les victimes d'agression sexuelle.
Les conséquences de l'affaire Weinstein ont également soulevé le problème du consentement sexuel non respecté par des hommes au prestige social élevé, et conduit à des dépôts de plaintes pour harcèlement sexuel, comme dans le cas de Mariah Carey,.
Le mouvement Time's Up est fondé le 1er janvier 2018 en réponse à l'affaire Weinstein, pour aider les victimes de harcèlement sexuel au travail.

## Par région

### En Amérique du Nord
Aux États-Unis, Harvey Weinstein, contre qui de nombreuses accusations pour agressions sexuelles ont été portées, est licencié de sa propre entreprise The Weinstein Company et de nombreuses victimes brisent le silence, via le hashtag #Metoo et, il se retrouve alors rejeté par l'industrie du cinéma.
De nombreux hommes dans les secteurs des médias et du divertissement américains sont ainsi mis à l'écart ou poussés à la porte par leur employeur, tandis que les hommes politiques dans cette situation ne démissionnent d'abord pas. John Conyers, premier élu américain à cesser ses activités à la suite d'accusations, annonce « prendre sa retraite » à 88 ans. 150 hommes célèbres ont été accusés, entre le 5 octobre 2017 et le 30 janvier 2018, de conduite inappropriée allant des messages sexuellement explicites au viol. Ces chiffres ne prennent pas en compte les hommes qui ne sont pas célèbres et ont été également dénoncés sur les médias sociaux sous le hashtag « #metoo ».
L'acteur Kevin Spacey est accusé d'agression et de harcèlement sexuels par plusieurs hommes ; Netflix l'évince alors de la série House of Cards dont il tenait la vedette et renonce à distribuer un film qu'il venait de réaliser. Il est également éliminé du montage d'un film où il devait apparaître,. L'humoriste Louis C.K. est quant à lui accusé d'exhibitionnisme par plusieurs comédiennes, ce qu'il finit par reconnaître. Sa série Louie est alors annulée, de même que la sortie de son nouveau film.
Le cinéaste James Toback est mis en cause par 38 femmes pour harcèlement sexuel. Brett Ratner est accusé par six femmes, parmi lesquelles Olivia Munn, Natasha Hentridge et Jaime Ray Newman, d'avoir eu un comportement inapproprié. Les photographes de mode Bruce Weber et Mario Testino sont accusés par de nombreux mannequins masculins de comportements déplacés pour le premier, et de harcèlement sexuel pour le second.
D'autres personnalités du monde du spectacle, du sport et de la vie politique font l'objet d'accusations, notamment Casey Affleck, Dustin Hoffman,, Jeremy Piven, George Takei, Richard Dreyfuss, Steven Seagal, Mariah Carey, Jeffrey Tambor, le candidat républicain au Sénat Roy Moore, Sepp Blatter, Ed Westwick, Sylvester Stallone, les journalistes Glenn Thrush (en), Charlie Rose, Matt Lauer et Mark Halperin (en), le cadre d'Amazon Roy Price (en), le dramaturge Israël Horovitz, les acteurs Morgan Spurlock, James Franco et Morgan Freeman, les réalisateurs Bryan Singer et John Lasseter, le sénateur démocrate Al Franken, ou encore les anciens présidents George H. W. Bush et Bill Clinton.
Dans ce contexte, en janvier 2018, les accusations de Dylan Farrow, fille adoptive de Woody Allen, qui dit depuis 1992 avoir été abusée sexuellement par ce dernier dans son enfance, refont surface. Ronan Farrow, fils de Woody Allen, est l'auteur d'une des enquêtes ayant fait éclater le scandale Weinstein. Allen se défend en accusant son ex-compagne Mia Farrow — et ses enfants, qui ont pris le parti de cette dernière — d'« utiliser cyniquement l’occasion offerte par le mouvement Time’s Up de répéter [une] accusation discréditée » et rappelle qu'il a été innocenté 25 ans auparavant.
L'acteur Corey Feldman, qui avait révélé en 1995 avoir été violé à l'âge de 14 ans et qui dénonçait depuis des années les agissements de pédophiles dans le monde hollywoodien, est de nouveau médiatisé et révèle le nom de l'un de ses agresseurs, l'acteur Jon Grissom.
En janvier 2018, l'académie des Oscars envoie à ses 8 500 membres les règles d'un nouveau code, qui insiste sur le respect de la dignité humaine et s'oppose à toute forme d'abus et de discrimination. A la même période, des actrices américaines fondent Time's Up, un mouvement pour soutenir les victimes de harcèlement et d'agressions sexuelles, qui lève rapidement des millions de dollars.
En novembre, le Sénat et la Chambre des représentants annoncent la mise en place de stages de sensibilisation obligatoires pour les parlementaires et leurs collaborateurs. Il existait déjà au Congrès une procédure spéciale, mise en place en 1995, mais qui protégeait surtout les élus, muselant les victimes : la personne s'estimant victime d'agression ou de harcèlement sexuel doit ainsi s'adresser au Bureau de conformité des règles du Congrès, sous 180 jours sous peine de nullité, attendre une phase de 30 jours de « médiation » (lors de laquelle la victime paie son avocat, ce que ne fait pas l'élu) avant que le conflit se règle généralement par une compensation financière comprenant une obligation de confidentialité. 27 000 dollars ont ainsi été payés par l'État pour empêcher des poursuites pour harcèlement, alors que neuf employés sur dix du Capitole ignoraient l'existence de ce bureau. Des élues, dont Jackie Speier et Kirsten Gillibrand déposent alors une proposition de loi visant à réformer le système, afin que le nom du coupable soit divulgué et qu'il rembourse lui-même les indemnités versées.

#### Au Québec
Au Québec en 2017, l'homme d'affaires Gilbert Rozon se retire de la vie publique et vend son entreprise médiatique à la suite de plusieurs accusations de harcèlement et d’agressions sexuelles. En décembre 2018, il est inculpé pour viol. L'animateur Éric Salvail, accusé d'inconduites sexuelles par plusieurs hommes et femmes, perd une partie de ses contrats et cesse provisoirement ses activités publiques.

### En Amérique latine
La journaliste Claudia Morales, très connue en Colombie, accuse implicitement l'ancien président Álvaro Uribe (2002-2010) de l'avoir violée entre 2003 et 2004. Elle se refuse toutefois à citer son nom ou à porter plainte, ce que d'autres journalistes analysent comme des craintes pour la sécurité de sa fille et de méfiance envers une justice réputée peu indépendante.
Lors de l'élection de Miss Pérou 2018, chacune des 23 candidates annonce non pas ses mensurations, mais un chiffre correspondant à des crimes faits aux femmes vivant au Pérou. La séquence s’est terminée avec le message du présentateur : « Ce soir, nous ne parlons pas seulement de ces 23 femmes. Ce soir, nous parlons de toutes les femmes de notre pays qui ont des droits et méritent le respect ». Cette émission devient une véritable tribune contre les violences faites aux femmes au Pérou. Ce serait Jessica Newton, Miss Pérou 1987 et organisatrice de l'évènement 2017, qui aurait proposé auprès des participantes. Elle précise : « Ceux qui ne dénoncent pas et ceux qui ne font rien pour que cela cesse se rendent complices ». Elle souhaite pragmatiquement insuffler l'espoir aux victimes : « Malheureusement, il y a beaucoup de femmes qui ne savent pas et pensent être des cas isolés », a-t-elle déclaré à l'AFP. « La reine de beauté nationale doit être l’ambassadrice des femmes qui se tiennent debout, de toutes celles qui n’ont pas de voix ».

### En Europe
L'Europe, comme les autres régions de culture occidentale, est particulièrement touchée par les répercussions de l'affaire Wenstein et les conséquences semblent y être plus importantes que dans les régions asiatiques.

#### En France
En novembre 2017, la journaliste Catherine Mallaval de Libération notait déjà dans un article consacré aux suites de l'affaire Weinstein en France, qu'« à ce jour, contrairement à ce qu’on a pu observer aux États-Unis ou au Royaume-Uni », « pas une tête connue aux mains trop baladeuses n’a été éjectée de son poste ou n’a démissionné ».
En France, le nombre de plaintes pour harcèlement sexuel et viols a augmenté depuis l'affaire Weinstein, au point que les médias français parlent d'un « effet Weinstein » également perceptible en France, quelques mois après la flambée médiatique provoquée par l'affaire.
Les révélations touchent le monde politique, à commencer par les organisations proches du Parti socialiste (PS). L'ancien président du Mouvement des jeunes socialistes (MJS), Thierry Marchal-Beck est ainsi accusé en novembre 2017 de harcèlement et d'agression à caractère sexuel par huit femmes,,.
À la suite des révélations concernant le MJS, deux enquêtes du Monde se concentrent sur l'Union nationale des étudiants de France (UNEF). Elles soulignent la violence contre les femmes et le harcèlement sexuel qui ont été des pratiques courantes sous diverses présidences,. Elles mettent notamment en évidence le système de prédation sexuelle qui s'est développé sous le mandat de Jean-Baptiste Prévost et « généralisé » sous celui de son successeur Emmanuel Zemmour. Des organisations ou personnalités d'autres sensibilités politiques font également l'objet d'allégations ou d'enquêtes. Affilié Divers droite (DVD), le député des Pyrénées-Atlantiques Jean Lassalle est mis en cause par son ancienne collaboratrice, Julia Castanier. Il s'excuse publiquement en invoquant la maladresse. Membre de La République en marche (LREM), le député de Moselle Christophe Arend est accusé d'agression sexuelle par son ancienne assistante parlementaire. L'instruction se termine par un classement sans suite.
Une enquête est ouverte concernant Éric Monier, l'ancien directeur de la rédaction de France 2. Elle est classée sans suite. Le journaliste Frédéric Haziza de La Chaîne parlementaire (LCP) est, quant à lui, suspendu, à la suite d'une plainte pour harcèlement sexuel déposée en 2014, qui n'avait pas eu d'effet à l'époque,. Fin décembre 2017, la direction de la chaîne, s'appuyant sur un rapport d'enquête interne, prend la décision de réintégrer Frédéric Haziza à compter de janvier 2018. La Société des Journalistes de LCP s'indigne de cette décision, signalant que le personnel n'a reçu qu'une synthèse du rapport d'enquête et que celle-ci est contestée par une partie des journalistes,.
En France, « la liberté d'importuner » est défendu. Une tribune signée par 100 femmes, parmi lesquelles Peggy Sastre, Catherine Deneuve, Catherine Millet et Brigitte Lahaie, parue le 9 janvier 2018, affirme son rejet d’un certain féminisme qui exprime, selon elles, une « haine des hommes » et défend « la liberté d'importuner » de ces derniers, provoquant des remous à l'international[source insuffisante].
En mai 2018, le réalisateur Luc Besson fait l'objet d'une plainte pour viol. En octobre de la même année, le réalisateur Abdellatif Kechiche est accusé d'agression sexuelle par une actrice.

#### Royaume-Uni
Au Royaume-Uni, le ministre de la Défense Michael Fallon est accusé fin 2017 d'avoir posé sa main sur le genou d'une journaliste, quinze ans auparavant. Il démissionne le 1er novembre, après avoir reconnu les faits.

#### Suède
En Suède, plusieurs femmes ont utilisé le hashtag #MeToo pour accuser le présentateur de télévision Martin Timell d'abus à leur égard. Toutes ses émissions sur TV4 ont été annulées le 20 octobre 2017,.
En décembre 2017 584 Suédoises, dont les actrices Alicia Vikander, Bahar Pars et Sofia Helin, signent une lettre protestant contre une culture de harcèlement sexuel dans les milieux du cinéma et du théâtre de leur pays.
Toujours en Suède, le Français Jean-Claude Arnault, époux d'une membre de l'Académie suédoise qui décerne les prix Nobel et personnalité influente du milieu culturel local, est accusé de viols et d'agressions sexuelles par plusieurs femmes. L'Académie rompt alors tous ses liens avec Arnault et cesse de subventionner le centre culturel qu'il dirigeait, mais se retrouve plongée en pleine crise,,.

### En Asie
Les pays asiatiques ont également observés des conséquences de l'effet Weinstein. Au Moyen-Orient, le hashtag Mosque Me Too s'est répandu pour dénoncer les agressions sexuelles lors des pèlerinages à La Mecque[réf. souhaitée].
En décembre 2017, la journaliste japonaise Shiori Itō accuse Noriyuki Yamaguchi, biographe du Premier ministre Shinzō Abe, de l'avoir violée, en avril 2015, et dénonce des interventions politiques qui empêchent sa condamnation.